# Garadna (település)
Garadna község Borsod-Abaúj-Zemplén vármegyében, az Encsi járásban.

## Fekvése
A Hernád völgye és a Cserehát határán fekszik, a megyeszékhely Miskolctól 50 kilométerre északkeletre, Encstől 10 kilométerre északra. A közvetlen szomszédos települések észak felől Hernádvécse, dél felől pedig Novajidrány.

### Megközelítése
Két legfontosabb közúti megközelítési útvonala a 3-as főút, mely a központján is áthalad, valamint az M30-as autópálya, amely a belterülete keleti széle mellett húzódik, s a falu északi szélén csomópontja is van. Hernádvécsével a 2627-es út köti össze.
A hazai vasútvonalak közül a Felsőzsolca–Hidasnémeti-vasútvonal érinti, melynek azonban itt nincs megállási pontja; a legközelebbi vasúti csatlakozási lehetőséget így Novajidrány vasútállomás kínálja.

## Nevének eredete
Neve szláv eredetű (grad na), jelentése „várhoz tartozó”, eszerint eredetileg várbirtok volt. Egy, a 19. századból fennmaradt irat tanúsága szerint a jegyző és a bíró úgy hivatkoztak rá, hogy nevének jelentése Vári, az első „a” betű pedig utóbb került bele a névbe, a könnyebb kiejthetőség miatt.

## Története
A falu környékén középső neolitikumi lelőhelyeket, illetve római császárkori germán települést is feltártak a 3-as főút meghosszabbításával összefüggő régészeti vizsgálatok. Délnyugati részén egy egykori kelta temető maradványait is megtalálták, illetve az ún. Kastélyszug területén honfoglalás kori ekevasakat.
Garadna (Granna) nevét az oklevelek 1234-ben említették először Grathna, Gradna, majd 1259-ben Granna néven. Feltehetőleg a tőle délkeleti irányba fekvő, mára teljesen eltűnt Sárvár kiszolgáló faluja lehetett, innen ered a név is.
A Garadna-patak mellett két Garadna nevű falu alakult ki. Az egyik, az 1234-ben Szurdokbénye határában említett Garadna falu Houl fia Péter birtoka volt, ez 1406-ban Fel Garadna vagy Petri néven szerepelt az oklevelekben. A másik, a Hernád mellett fekvő Garadna abaúji várnépek és várjobbágyok birtoka volt, melyet IV. Béla király Váraskinizs földért elcserélt és a királyné vizsolyi ispánságához csatolt, majd 1259-ben Zsámboki Kozma fia Kozma ifjú királynéi étekhordómesternek adta, akit Erzsébet királyné 1278-ban tartozékaival együtt megerősített birtokában.
1312-ben Károly Róbert király Kozma fia Jánostól annak hűtlensége miatt elkobozta, és Aba nemzetségbeli Nekcsei Sándornak adta régi vámjával együtt. 1323-ban Károly Róbert király a Rozgonyi csatában részt vett Kozma fia Jánostól elkobzott Garadnát Zovárd nemzetségbeli Apród [Oproud] (dictus) Istvánnak adta vámjával és malmaival. Később az ő árváitól Drugeth Miklós vette el és Gönc várához csatolta, de 1327-ben a király visszaadta az árváknak.
A Garadna-patakot az oklevelek 1332-ben Gálya, 1234-ben Szurdokbénye határában említik. A pápai tizedjegyzék összeírása szerint papja 1332-ben és 1335-ben 10 garas pápai tizedet fizetett. 1466-tól Kassa városa alá tartozott. Ekkoriban gyakran tartottak itt megyegyűléseket is.
A török hódítás idején a királyi Magyarország része volt. Az 1560-as években Alaghy János, Regéc várának ura szerette volna megszerezni uradalmának a falut Kassától, sikertelenül. Az 1590-es években az errefelé állomásozó császári csapatok rendszeresen nagy károkat okoztak a dézsmálással és a lopásokkal. 1641-ben kifosztották és több foglyot magukkal vittek, a megmaradt lakosság pedig, védelmükről gondoskodván, erődítettséget hoztak létre a falu körül, ennek azonban mára semmilyen nyoma nem maradt. 1630-ban az úgynevezett "parasztvármegyék felkelése" során az I. Rákóczi György Ónodot elzálogosító döntése miatt fellázadó parasztság vezetői itt akartak találkozni a nemesi megye közgyűlésével, sikertelenül.
A 17. századtól kezdve a falu időről időre részben elnéptelenedett majd újból benépesült. Ennek oka a Rákóczi-szabadságharc és a nyomában járó pestisjárvány voltak. Az 1730-as években görögkatolikus hitű ruszinok betelepülése kezdődött, kulturális hatásuk máig érezhető. Több kolerajárvány is felütötte a fejét: 1831-ben volt az első nagyobb, melynek során a falu részese lett az ún. kolerafelkelésnek. Másodjára, 1872-ben ismét nagy kolerajárvány tizedelte meg a lakosságot. Mivel ez utóbbi július 26-án, Szent Anna napján ért véget, ezért ez a nap a falu fogadott ünnepnapja azóta is.
Vályi András így ír a faluról 1796-ban megjelent könyvében: Elegyes tót falu Abauj Vármegyében, földes Ura Kassa Városa, lakosai katolikusok, és ó hitűek, hajdan népes Város vala, fekszik Szebenye, Desö, és Szöled puszta mellet, Vilmanytól nem meszsze, az ország úttyában. Határja külömbféle javakkal megáldattatott; de tsak két nyomásra van osztva, szőleje meglehetős, erdeje is van, piatzozása távol, második Osztálybéli.
A falut az 1860-as években érte el a Miskolc-Kassa vasútvonal, amelyen állomása is létesült (ma Novajidrányhoz tartozik). Az első világháborút követően továbbra is a csonka Abaúj-Torna vármegyéhez tartozott. Az 1930-as években építették fel a mai községházát és általános iskolát, ugyanekkor vezették be az elektromos áramot is. A gazdasági világválságot követően számos helyi földhaszonbérlő került nehéz helyzetbe, akiket a bezuhant terményárak és a földtulajdonos gróf Csáky család tehetetlensége miatt a nincstelenség veszélye fenyegetett. Az évekig húzódó földvitát a falu érdekében közbenjáró krasznokvajdai Szent-Imrey Pál segített megoldani, akit hálából 1939-ben Garadna díszpolgárává fogadott.
A két világháborúnak néhány tucat áldozata volt a faluban, az emlékükre létesítették a világháborús emlékművet valamint egy emlékparkot. Lakossága 1941-ben 648 fő volt. Az 1956-os forradalom idején munkástanács alakult, elnökévé id. Ács Ferencet választották meg. A rend védelmére munkásőrséget állítottak fel, melynek vezetője Tóth Sándor lett, az Új Élet termelőszövetkezet feloszlott. 1957-ben megalakult a községi MSZMP szervezet, melynek elnöke Marják János lett. Ugyanebben az évben nagy felháborodást okozott a faluban, hogy a Népszabadság 1957. június 23-i számában megjelent egy cikk, miszerint az ellenforradalmárok egy 13 fős halállistát készítettek, melyen a felakasztandók névsora található. Az ügynek komolyabb következménye nem lett. A lakosság az 1970-es években érte el a csúcsot, 780 fővel, azóta folyamatosan csökken.

## Közélete

### Polgármesterei
- 1990–1994: Dr. Ódor Ferenc (független)[8]
- 1994–1998: Dr. Ódor Ferenc (Fidesz)[9]
- 1998–199?: Dr. Ódor Ferenc (Fidesz)[10]
- 1999–2002: Abkorovics László (független)[11]
- 2002–2006: Abkorovics László (független)[12]
- 2006–2010: Abkorovics László (független)[13]
- 2010–2014: Pauló Tiborné (független)[14]
- 2014–2019: Pauló Tiborné (független)[15]
- 2019–2024: Pauló Tiborné (független)[16]
- 2024– : Bujnóczi Máté (független)[1]

### Díszpolgárok
- krasznokvajdai Szent-Imrey Pál (1939) - a nagy gazdasági világválságot követően közbenjárt a garadnai sanyarú sorsú földhaszonbérlők évek óta húzódó jogvitájában. Díszpolgárrá avatására az 1939 márciusi, Kassán tartott vármegyei díszközgyűlésen került sor.
- Vladimir Rott (2022) - mérnök, író, a garadnai zsidó temető felújíttatója. A címet a Garadna érdekében végzett kulturális tevékenységéért kapta, emellett róla nevezték el a zsidó temetőhöz vezető rövid útszakaszt.

## Népesség
A település népességének változása:
| Lakosok száma | 392  | 378  | 385  | 344  | 341  | 362  | 357  |
|               | 2013 | 2014 | 2015 | 2021 | 2022 | 2023 | 2024 |

2001-ben a település lakosságának 99%-a magyar, 1%-a cigány nemzetiségűnek vallotta magát.
A 2011-es népszámlálás során a lakosok 94,2%-a magyarnak, 0,3% románnak, 11,6% ruszinnak, 2,8% szlováknak, 0,3% ukránnak mondta magát (3,3% nem válaszolt; a kettős identitások miatt a végösszeg nagyobb lehet 100%-nál). A vallási megoszlás a következő volt: római katolikus 52,3%, református 11,8%, görögkatolikus 22,6%, evangélikus 1,3%, felekezeten kívüli 1,3% (10,6% nem válaszolt).
2022-ben a lakosság 90,6%-a vallotta magát magyarnak, 10,6% ruszinnak, 4,7% szlováknak, 0,6% horvátnak, 0,3% románnak, 0,3% ukránnak, 0,3% egyéb, nem hazai nemzetiségűnek (5,9% nem nyilatkozott; a kettős identitások miatt a végösszeg nagyobb lehet 100%-nál). Vallásuk szerint 36,1% volt római katolikus, 12,3% református, 20,5% görög katolikus, 0,6% egyéb keresztény, 0,9% evangélikus, 0,3% ortodox, 3,2% felekezeten kívüli (24,6% nem válaszolt).

## Nevezetességek
- Harangláb (római katolikus kápolna). Valószínűleg a 15. században épült templom - megmaradt - különálló harangtornya. Falán napóra látható.
- Görögkatolikus templom. Nagy valószínűséggel 1808-ban épült. Tornya későbbi, a szájhagyomány és néhány írott forrás szerint is az 1815-ben itt keresztülutazó I. Sándor orosz cár adományozott 100 holland aranyat az építésére.
- Idősek klubja. Régebben fogadó, illetve postakocsi-állomás, később csendőr-, majd rendőrőrs.

## Híres garadnaiak
- 1874-ben a településen született Kemény György író, költő, lapszerkesztő.
- Itt született és itt van eltemetve Gulyás Mihály író (1929–2003). Elbeszélések és regények szerzője, a Napjaink (Miskolc) főszerkesztője, a tokaji írótábor egyik kezdeményezője volt.
- Itt született Forgács László 1949. szeptember 13-án. Előbb Sárospatak (1983-84), majd Kazincbarcika (1984-1991) rendőrkapitánya, ezt követően 1991-től Borsod-Abaúj-Zemplén megye rendőr-főkapitánya lett. 1996. december 4-én országos rendőr-főkapitánnyá és vezérőrnaggyá nevezték ki. E beosztást 1998. július 16-ig töltötte be. Kazincbarcikán hunyt el, 2000. április 2-án.